# 織田恵美子
織田 恵美子（おだ えみこ、1959年11月17日 - ）は、日本のアナウンサー（フリー）。本名、新川 恵美子。
東京都出身。

## 経歴
神田外国語学院卒業。東京アナウンスアカデミー卒業。圭三プロダクションに所属し、ラジオ・テレビへの出演の他、日本橋髙島屋新春イベント、埼玉県さいたま市主催の「さいたま市政令指定都市移行記念式典」の司会も務めていたが、その後、圭三プロダクションを退社した。

## 出演番組
- 奥様TVジョッキー（テレビ東京）
- シネマスクランブル（テレビ東京）
- ハッピーToday（テレビ東京）
- ガイド530（千葉テレビ放送）
- 房総プロムナード（千葉テレビ放送）
- 星空のティーサロン（CBCラジオ）
- CBCサンデーミュージック（CBCラジオ）
- 今週の一冊（CBCラジオ）